# Norwegische Meisterschaften im Biathlon 2010
Die Norwegischen Meisterschaften im Biathlon 2010 fanden in Simostranda statt. Sowohl für Männer als auch für Frauen wurden Wettbewerbe im Einzel, im Sprint, einem Massenstartrennen und einem Staffelwettbewerb veranstaltet.

## Männer

### Einzel – 20 km
| Platz | Starter               | Verein                 | Zeit      | Schießfehler |
| ----- | --------------------- | ---------------------- | --------- | ------------ |
| 1     | Hans Martin Gjedrem   | Valldal IL             | 54:57,6   | 1-0-2-0      |
| 2     | Christian Georg Bache | Simostranda            | + 00:49,9 | 1-0-1-1      |
| 3     | Alexander Os          | Ishavslaget            | + 01:05,0 | 1-2-0-1      |
| 4     | Sondre Flaa Eieland   | Birkenes IL            | + 01:11,4 | 0-1-1-1      |
| 5     | Torstein Stenersen    | Vestre Målselv SSL     | + 01:29,8 | 1-0-1-0      |
| 6     | Emil Hegle Svendsen   | Trondhjems Skiskyttere | + 01:36,2 | 2-0-1-2      |
| 7     | Anders Brun Hennum    | Lier IL                | + 01:45,6 | 1-1-1-1      |
| 8     | Magnus L’Abée-Lund    | Oslo SSL               | + 01:47,6 | 0-1-0-2      |
| 9     | Dag Erik Kokkin       | Åsnes SSL              | + 01:53,7 | 3-0-0-0      |
| 10    | Martin Eng            | Nittedal SSL           | + 02:03,4 | 0-3-0-0      |

Datum: 7. April 2010
Bester Starter war Daniel Böhm (54:30,4; + 00:00,0; 0-0-0-1), der jedoch als Gaststarter antrat und nicht in die Wertung der norwegischen Meisterschaft kam. Michael Rösch wurde 25. (59:10,0; + 04:39,6; 3-2-1-2)

### Sprint – 10 km
| Platz | Starter              | Verein                 | Zeit   | Schießfehler |
| ----- | -------------------- | ---------------------- | ------ | ------------ |
| 1     | Emil Hegle Svendsen  | Trondhjems Skiskyttere | 24:15  | 1-0          |
| 2     | Henrik L’Abée-Lund   | Oslo SSL               | +00:22 | 0-0          |
| 3     | Alexander Os         | Ishavslaget            | +00:32 | 0-2          |
| 4     | Lars Berger          | Dombås IL              | +00:42 | 0-2          |
| 5     | Hans Martin Gjedrem  | Valldal IL             | +01:00 | 0-2          |
| 6     | Frode Andresen       | Hønefoss SSK           | +01:01 | 3-1          |
| 7     | Lars Helge Birkeland | Birkenes IL            | +01:18 | 1-1          |
| 8     | Dag Erik Kokkin      | Åsnes SSL              | +01:30 | 1-1          |
| 9     | Torstein Stenersen   | Vestre Målselv SSL     | +01:34 | 0-1          |
| 10    | Johannes Thingnes Bø | Markane IL             | +01:51 | 0-0          |

Datum: 9. April 2010
Daniel Böhm kam als Gaststarter auf den für die Meisterschaft ungewerteten 13. Platz (26:16; +02:01; 3-1)

### Massenstart – 15 km
| Platz | Starter                | Verein                 | Zeit   | Schießfehler |
| ----- | ---------------------- | ---------------------- | ------ | ------------ |
| 1     | Halvard Hanevold       | Asker SK               | 37:41  | 0-0-0-1      |
| 2     | Emil Hegle Svendsen    | Trondhjems Skiskyttere | +00:01 | 0-0-1-0      |
| 3     | Alexander Os           | Ishavslaget            | +00:52 | 1-1-1-0      |
| 4     | Dag Erik Kokkin        | Åsnes SSL              | +01:36 | 0-1-0-0      |
| 5     | Lars Berger            | Dombås IL              | +01:46 | 0-2-2-2      |
| 6     | Jon Kristian Svaland   | Birkenes IL            | +01:48 | 0-0-2-1      |
| 7     | Rune Brattsveen        | Nordre Land IL         | +02:01 | 2-0-1-1      |
| 8     | Hans Martin Gjedrem    | Valldal IL             | +02:18 | 1-3-1-1      |
| 9     | Ronny Hafsås           | Stårheim IL            | +02:21 | 2-1-3-3      |
| 10    | Eirik Losgård Landheim | Tynset IF              | +02:23 | 1-1-0-1      |

Datum: 10. April 2010

### Staffel 4 × 7,5 km
| Platz | Starter                                                                            | Region              | Zeit |
| ----- | ---------------------------------------------------------------------------------- | ------------------- | ---- |
| 1     | Magnus L’Abée-Lund Martin Eng Christian Sæten Henrik L’Abée-Lund                   | Oslo og Akershus    |      |
| 2     | Sondre Flaa Eieland Øyvind Svaland Jon Kristian Svaland Lars Helge Birkeland       | Agder               |      |
| 3     | Espen Årvaag Henrik Brovold Espen Forsell Emil Hegle Svendsen                      | Sør-Trøndelag       |      |
| 4     | Nicolay Rønningen Stian Eckhoff Anders Bratli Eirik Bratli                         | Oslo og Akershus II |      |
| 5     | Vetle Sjåstad Christiansen Anders Brun Hennum Christian Georg Bache Frode Andresen | Buskerud            |      |
| 6     | Magne Brendehaug Håvard Bogetveit Ronny Hafsås Tarjei Bø                           | Sogn og Fjordane    |      |

Datum: 11. April 2010

## Frauen

### Einzel – 15 km
| Platz | Starter                  | Verein      | Zeit      | Schießfehler |
| ----- | ------------------------ | ----------- | --------- | ------------ |
| 1     | Tora Berger              | Dombås IL   | 42:09,4   | 0-0-0-0      |
| 2     | Jori Mørkve              | Eldar IL    | + 01:41,9 | 1-0-0-0      |
| 3     | Ann Kristin Flatland     | Vik IL      | + 01:43,2 | 0-1-0-0      |
| 4     | Anne Ingstadbjørg        | Meråker SSK | + 02:17,4 | 0-1-0-0      |
| 5     | Vilde Ravnsborg Gurigard | Vingrom IL  | + 03:31,0 | 0-0-0-0      |
| 6     | Anne Mørkve              | Eldar IL    | + 04:17,0 | 0-0-0-0      |
| 7     | Synnøve Solemdal         | Tingvoll IL | + 04:22,1 | 0-1-1-2      |
| 8     | Birgitte Røksund         | Fana IL     | + 04:57,6 | 0-1-1-2      |
| 9     | Marie Hov                | Svene IL    | + 04:59,8 | 1-0-0-0      |
| 10    | Fanny Welle-Strand Horn  | Oslo SSL    | + 05:03,0 | 0-2-0-2      |

Datum: 7. April 2010
Romy Beer kam als Gaststarterin auf den nicht im Rahmen der Meisterschaft gewerteten sechsten Rang des Rennens (46:06,1; + 00:00,0; 0-0-1-1).

### Sprint – 7,5 km
| Platz | Starter                 | Verein        | Zeit   | Schießfehler |
| ----- | ----------------------- | ------------- | ------ | ------------ |
| 1     | Ann Kristin Flatland    | Vik IL        | 21:04  | 0-0          |
| 2     | Tora Berger             | Dombås IL     | +00:02 | 0-1          |
| 3     | Synnøve Solemdal        | Tingvoll IL   | +00:42 | 1-1          |
| 4     | Ada Ringen              | Meråker SSK   | +01:05 | 0-2          |
| 5     | Ane Skrove Nossum       | Stiklestad IL | +01:12 |              |
| 6     | Birgitte Røksund        | Fana IL       | +01:16 | 0-0          |
| 7     | Kari Henneseid Eie      | Drangedal IL  | +01:22 | 1-1          |
| 8     | Ane Sandaker Kvittingen | Geilo IL      | +01:37 | 1-1          |
| 9     | Jori Mørkve             | Eldar IL      | +01:41 | 1-1          |
| 10    | Anne Ingstadbjørg       | Meråker SSK   | +01:43 | 2-1          |

Datum: 9. April 2010
Gaststarterin Romy Beer kam auf den achten Rang (22:35; +01:31; 1-0) des Rennens, ist für die Meisterschaft jedoch außerhalb der Wertung.

### Massenstart – 12,5 km
| Platz | Starter                 | Verein      | Zeit   | Schießfehler |
| ----- | ----------------------- | ----------- | ------ | ------------ |
| 1     | Tora Berger             | Dombås IL   | 37:42  | 1-1-1-1      |
| 2     | Fanny Welle-Strand Horn | Oslo SSL    | +00:41 | 2-1-1-0      |
| 3     | Ada Ringen              | Meråker SSK | +00:53 | 1-1-1-1      |
| 4     | Anne Ingstadbjørg       | Meråker SSK | +01:06 | 0-1-1-1      |
| 5     | Synnøve Solemdal        | Tingvoll IL | +01:07 | 5-1-0-0      |
| 6     | Marion Rønning Huber    | Tynset IF   | +01:23 | 0-1-1-2      |
| 7     | Birgitte Røksund        | Fana IL     | +01:26 | 1-2-1-2      |
| 8     | Tiril Eckhoff           | Fossum IF   | +01:36 | 0-0-4-1      |
| 9     | Jori Mørkve             | Eldar IL    | +01:36 | 3-1-2-0      |
| 10    | Marie Hov               | Svene IL    | +01:40 | 1-0-0-0      |

Datum: 10. April 2010

### Staffel 4 × 6 km
| Platz | Starter                                                    | Region                         | Zeit |
| ----- | ---------------------------------------------------------- | ------------------------------ | ---- |
| 1     | Birgitte Røksund Anne Mørkve Jori Mørkve                   | Hordaland                      |      |
| 2     | Ada Ringen Ane Skrove Nossum Anne Ingstadbjørg             | Nord-Trøndelag                 |      |
| 3     | Kaia Wøien Nicolaisen Tiril Eckhoff Fanny Horn             | Oslo og Akershus               |      |
| 4     | Marion Rønning Huber Hilde Landheim Tora Berger            | Nord-Østerdal                  |      |
| 5     | Marie Hov Karianne Grue Tufte Ane Sandaker Kvittingen      | Buskerud                       |      |
| 6     | Synnøve Solemdal Åshild Sporsheim Anne Marit Gjermundshaug | Møreog Romsdal & Nord-Østerdal |      |

Datum: 11. April 2010